# هوائي منخفض الكسب

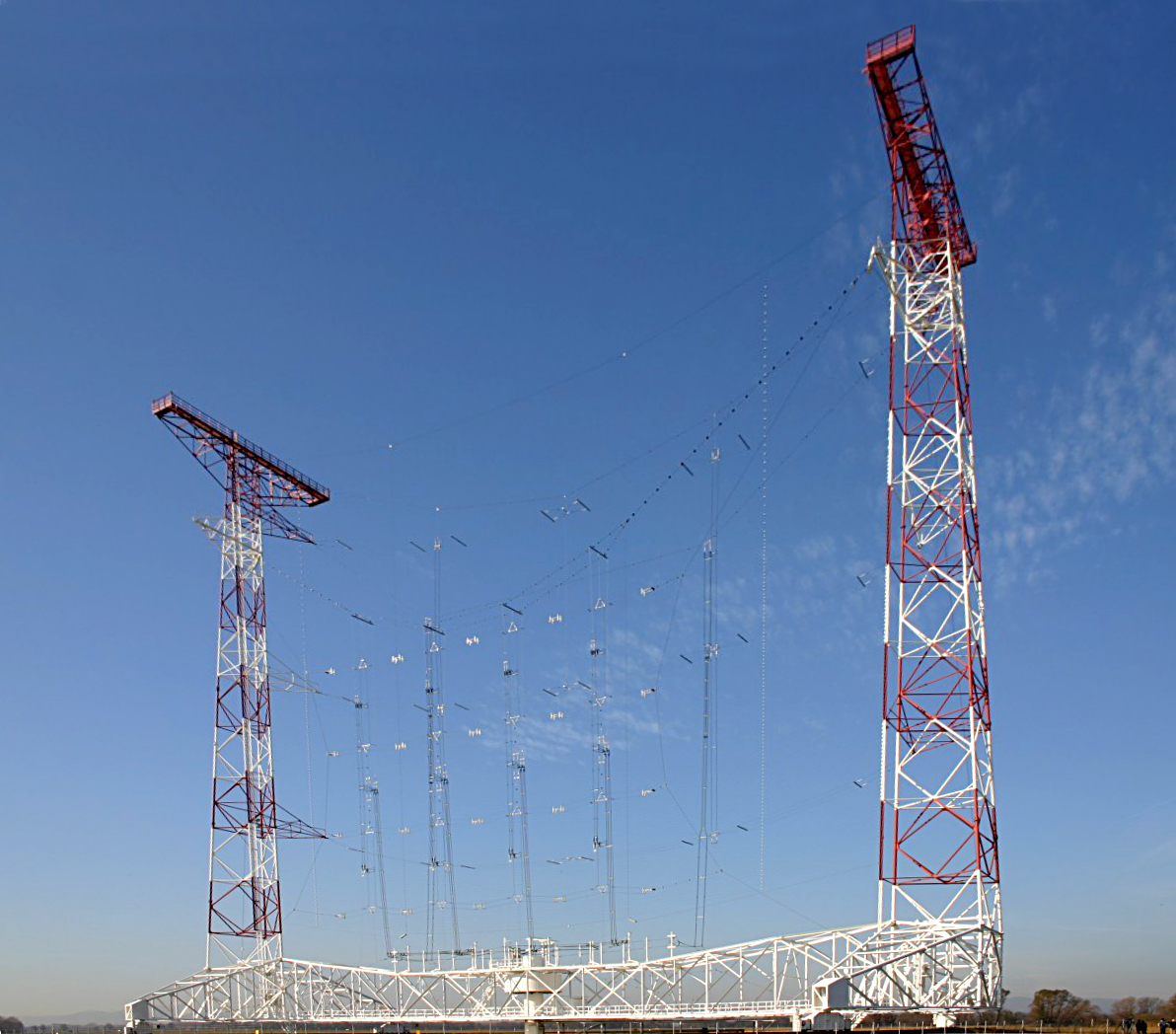
هوائي للأرسال اللاسلكي في جميع الاتجاهات.

الهوائي المنخفض الكسب  (بالإنجليزية: Low-gain antenna, LGA)‏ هو هوائي يعمل بموجة لاسلكية متسعة. وهو يناسب التضاريس الجبلية حيث يبث في جميع الاتجاهات . ويستخدم الهوائي المنخفض الكسب كثيرا في مركبات الفضاء كتكملة للهوائي العالي الكسب، والذي يعمل بشعاع كهرومغناطيسي ضيق ومتجه مما قد يتسبب في انقطاع الإشارة .

## اقرأ أيضا
- هوائي عالي الكسب
- هوائي

## وصلات خارجية
- What are high and low gain?